# Evionnaz
Evionnaz je obec v západní (frankofonní) části Švýcarska, v kantonu Valais. Žije zde přibližně 1 300 obyvatel.

## Geografie
Území obce Evionnaz se rozkládá od roviny Rhôny na východě až po Dents Blanches na západě, nedaleko od francouzských hranic. Západní hranici tvoří částečně masivy Dents du Midi a Torrent de St. Barthélemy v oblasti Chablais-Faucigny, východní hranici pak řeka Rhôna. Jižně od obce se nachází vodní nádrž Lac de Salanfe v nadmořské výšce 1925 m. Samotná obec leží v rovině řeky Rhôny, o něco výše leží vesnice La Rasse a asi 2 km jižněji vesnice La Balmaz.
Sousedními obcemi jsou Champéry, Collonges, Dorénaz, Saint-Maurice, Salvan, Val-d’Illiez, Vernayaz a francouzská obec Sixt-Fer-à-Cheval.

## Historie
Obec je poprvé zmiňována v roce 1263 jako Eviona. Od středověku až do roku 1822 patřil Evionnaz k obci Saint-Maurice; k definitivnímu oddělení došlo v roce 1842.
V roce 1644 padla obec za oběť požáru. V roce 1844 se v La Balmaz střetli radikálové Nového Švýcarska a konzervativci Starého Švýcarska. V Evionnaz se nachází kaple Saint-Bernard-de-Menthon z roku 1636 (přestavěná v roce 1846), v La Rasse kaple Saint-Barthélémy ze 17. století. Obdělávání rozsáhlých alpských pastvin Salanfe a Suzanfe vedlo ke staletému konfliktu se Salvanem. V roce 1919 získala obec jurisdikci nad náhorní plošinou Salanfe (vodní nádrž a elektrárna). V minulosti byla obec zemědělským střediskem, zejména v pěstování ořechů. Roku 1958 se do obce přestěhovala chemická továrna Orgamol (později BASF; 450 zaměstnanců v roce 2002), která změnila ráz a strukturu zaměstnanosti výrazně více k průmyslu.
Obec je součástí švýcarského kulturního dědictví.

## Obyvatelstvo
| Vývoj počtu obyvatel | Vývoj počtu obyvatel | Vývoj počtu obyvatel | Vývoj počtu obyvatel | Vývoj počtu obyvatel | Vývoj počtu obyvatel | Vývoj počtu obyvatel | Vývoj počtu obyvatel | Vývoj počtu obyvatel |
| -------------------- | -------------------- | -------------------- | -------------------- | -------------------- | -------------------- | -------------------- | -------------------- | -------------------- |
| Rok                  | 1850                 | 1900                 | 1950                 | 2000                 | 2010                 | 2012                 | 2014                 | 2016                 |
| Počet obyvatel       | 655                  | 929                  | 713                  | 930                  | 1118                 | 1170                 | 1235                 | 1234                 |

Francouzsky mluví 91,4 % obyvatel obce, 82,8 % obyvatel je římskokatolického vyznání.

## Zajímavosti
V Evionnaz se nachází Labyrinthe Aventure, největší světový labyrint s 18 tisíci tújemi.

## Fotogalerie

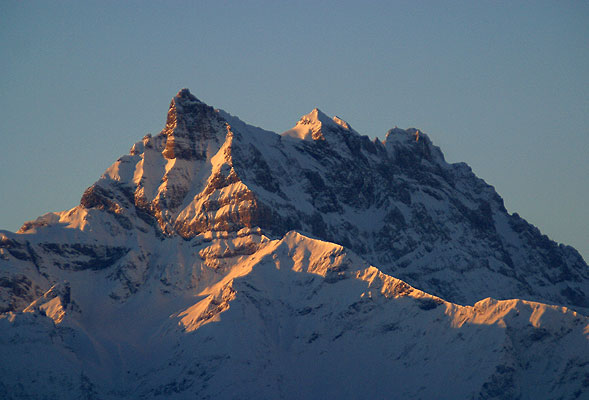
Dents du Midi
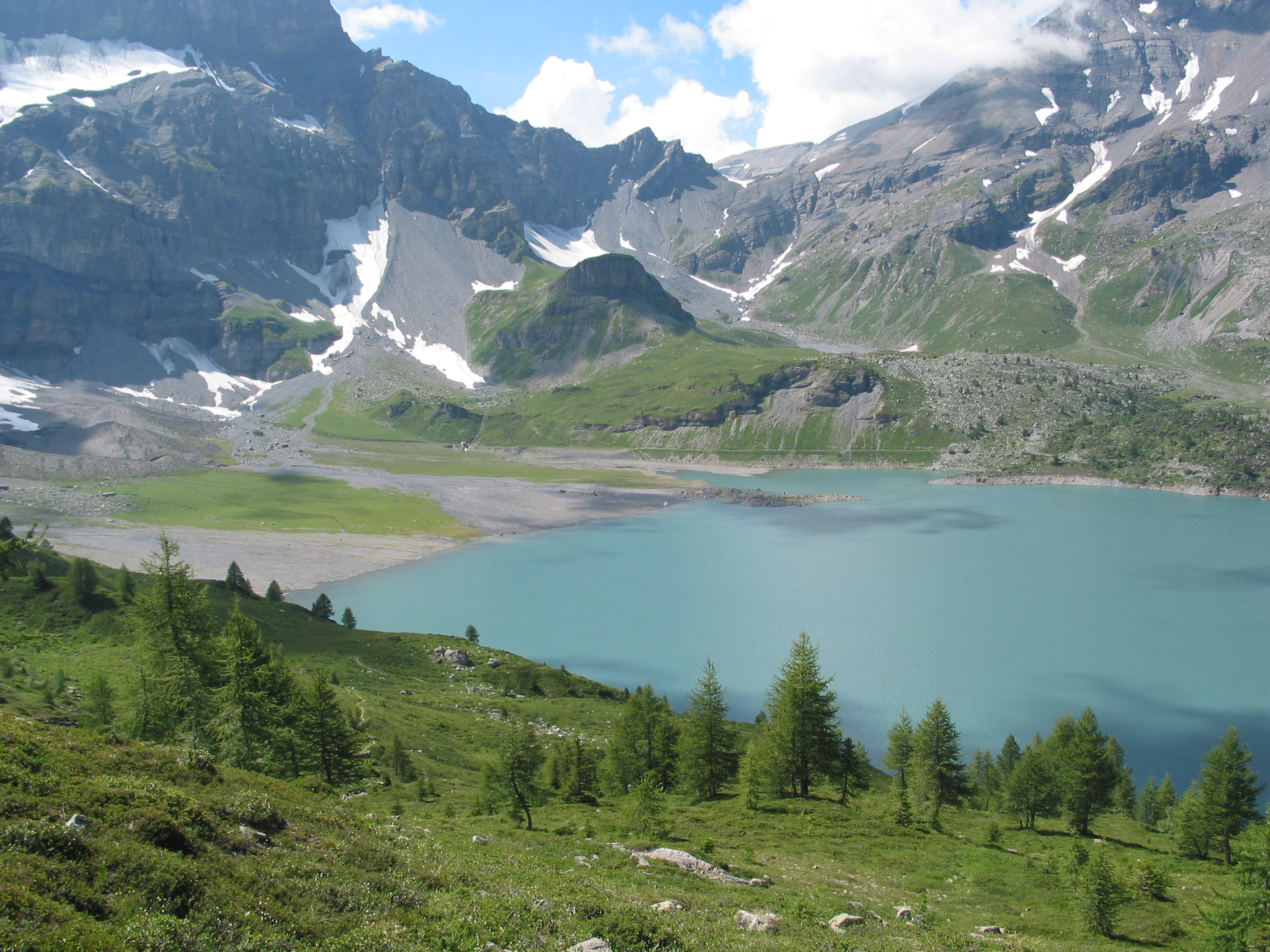
Jezero Lac de Salanfe
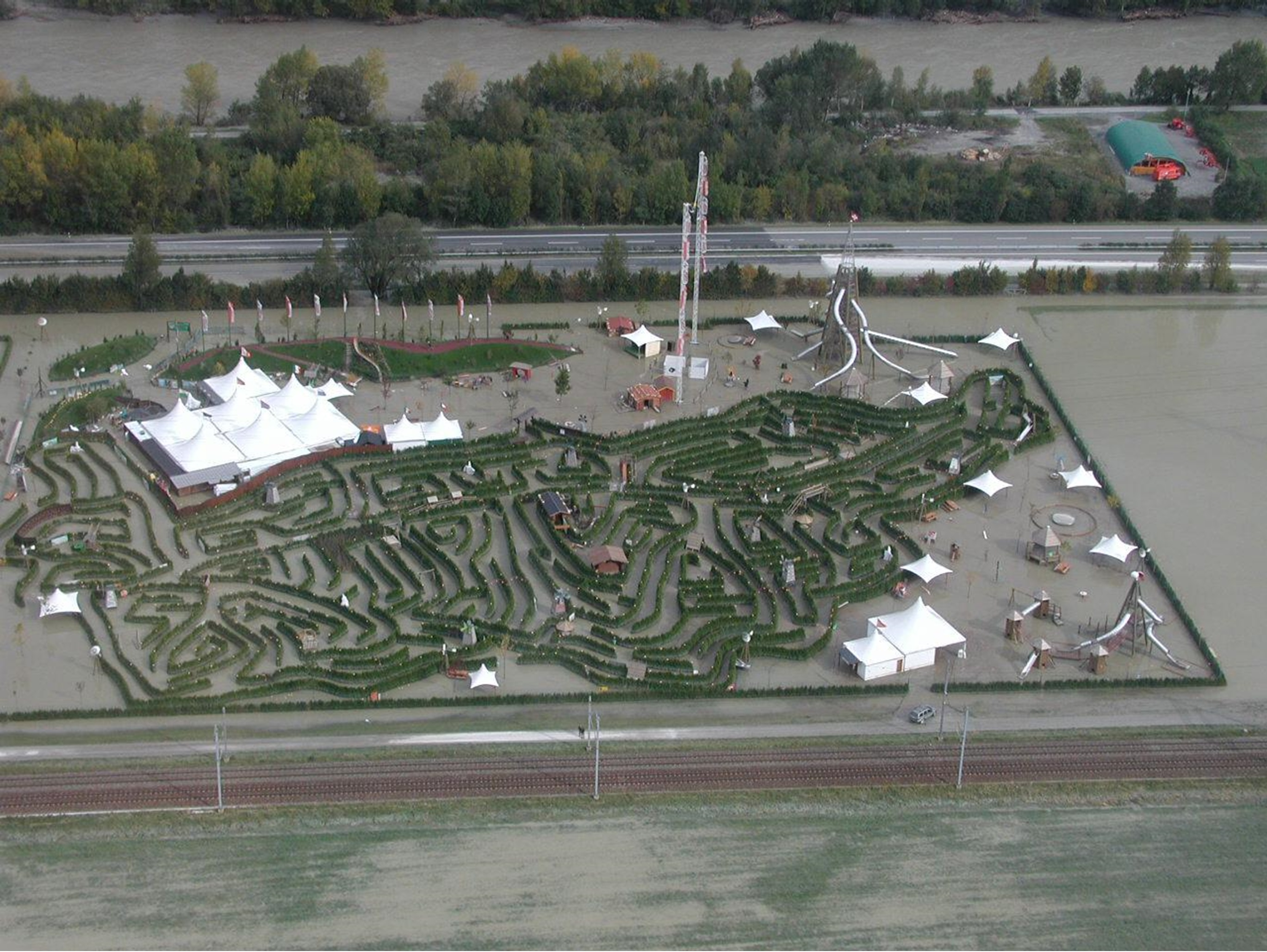
Labyrinthe Aventure
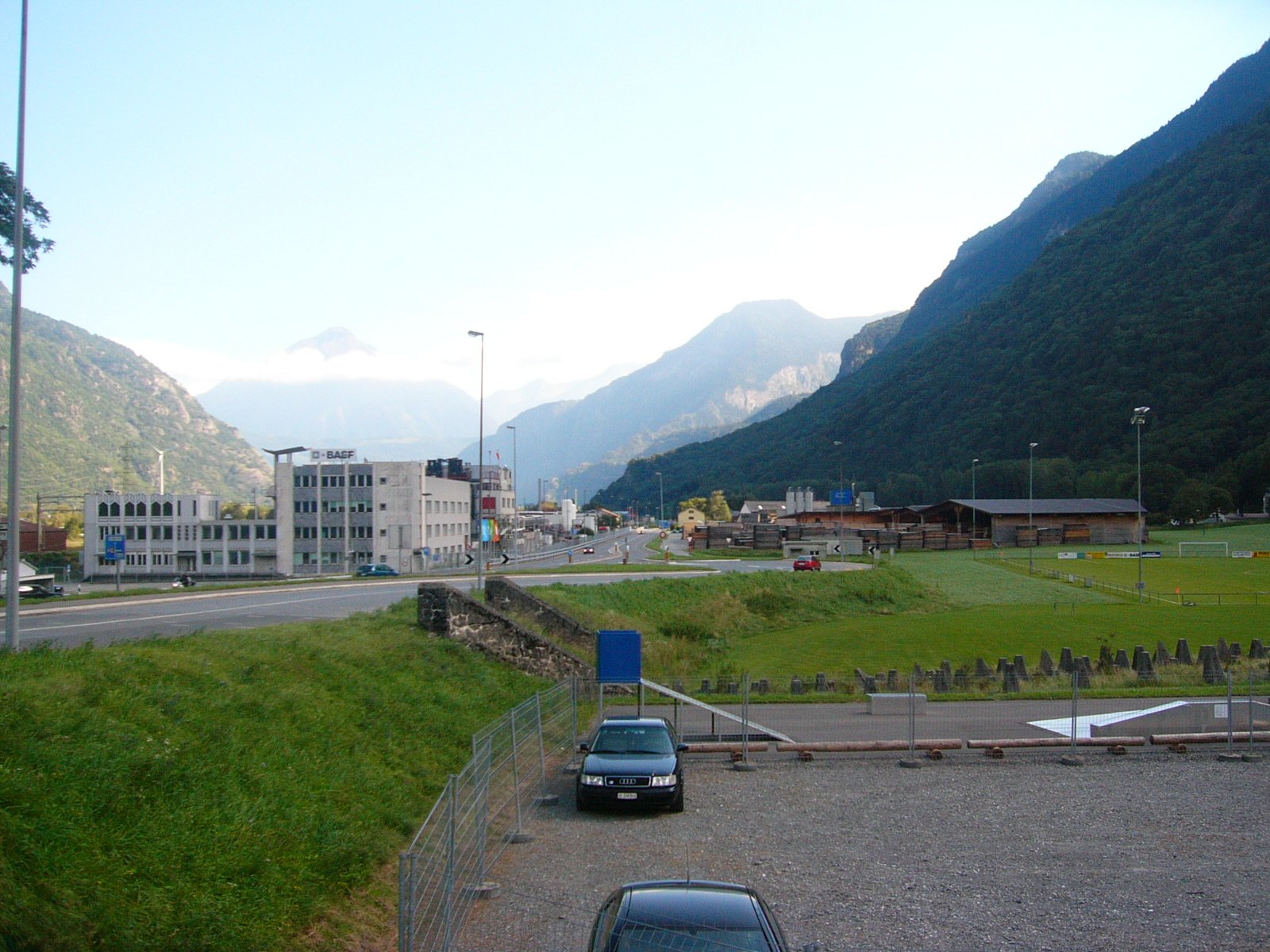
Průmyslová zóna
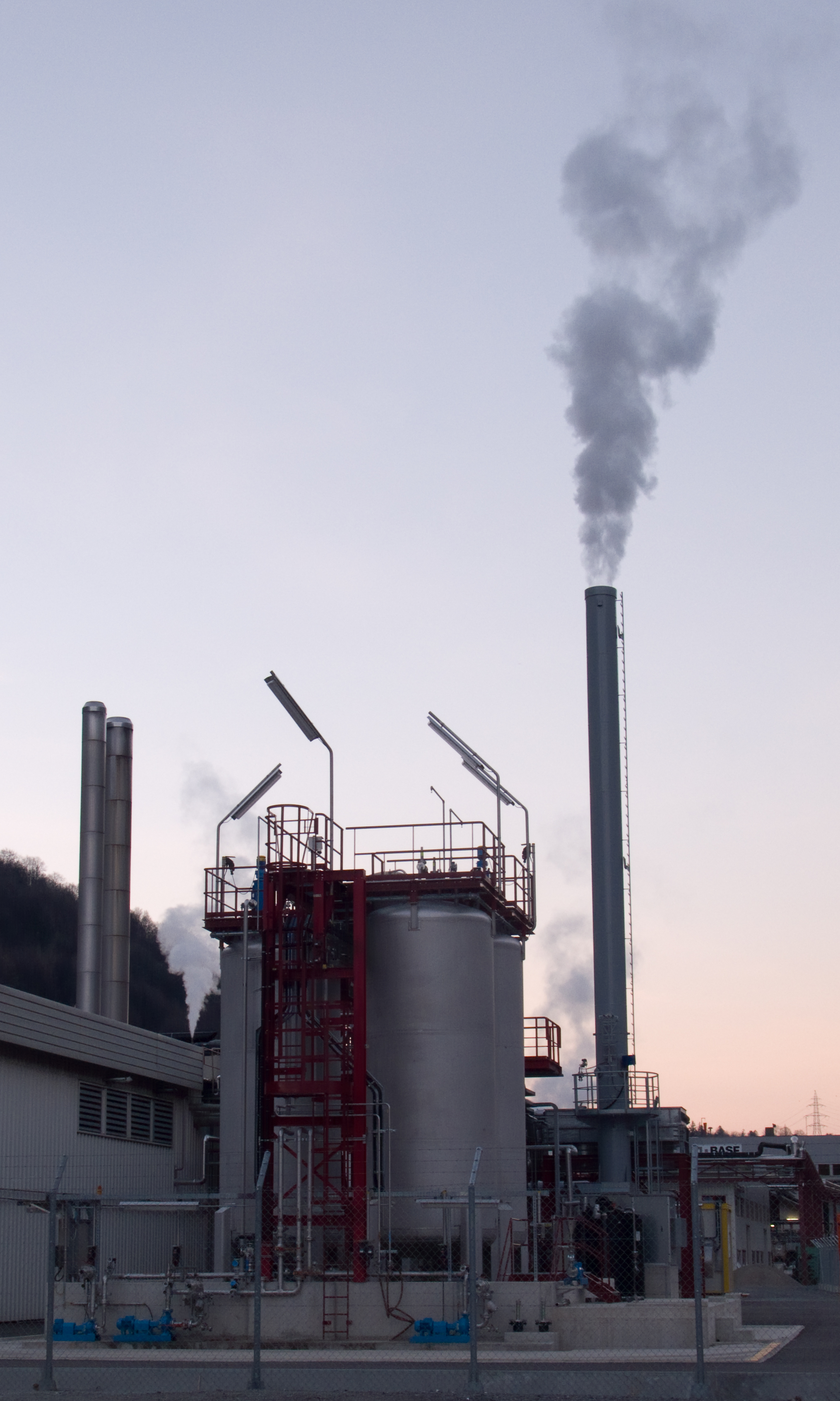
Továrna firmy BASF